# Белсер (Тарн)
Белсер (фр. Belleserre) насеље је и општина у јужној Француској у региону Миди Пирене, у департману Тарн која припада префектури Кастр.
По подацима из 2011. године у општини је живело 165 становника, а густина насељености је износила 34,66 становника/km². Општина се простире на површини од 4,76 km². Налази се на средњој надморској висини од 300 метара (максималној 246 m, а минималној 187 m).

## Демографија
| 1962. | 1968. | 1975. | 1982. | 1990. | 1999. | 2011. |
| ----- | ----- | ----- | ----- | ----- | ----- | ----- |
| 90    | 109   | 99    | 101   | 100   | 103   | 165   |

График промене броја становника у току последњих година

## Споменици
- Тхе Товн Халл.
- Црква.
- Спомен